# Manigotagan River
Manigotagan River är ett vattendrag i Kanada.   Det ligger i provinsen Manitoba, i den sydöstra delen av landet, 1 600 km väster om huvudstaden Ottawa.
I omgivningarna runt Manigotagan River växer i huvudsak blandskog. Trakten runt Manigotagan River är nära nog obefolkad, med mindre än två invånare per kvadratkilometer.